# John Richardson (naturalista)
John Richardson (ur. 5 listopada 1787 w Dumfries, zm. 5 czerwca 1865 w Grasmere) – szkocki chirurg okrętowy, przyrodnik, badacz Arktyki.

## Życiorys
Studiował medycynę na Uniwersytecie Edynburskim, w 1807 zdał egzaminy londyńskiego Royal College of Surgeons i został skierowany do Royal Navy jako chirurg, w której przesłużył następnie 48 lat. Był lekarzem wojskowym m.in. na statku uczestniczącym w bombardowaniu Kopenhagi w 1807, na statku biorącym udział w blokadzie Tag podczas wojny na Półwyspie Iberyjskim oraz w konwojach do Hiszpanii i Quebecu oraz na Maderę. W latach 1819–1822 był chirurgiem i naturalistą w ekspedycji Sir Johna Franklina do Arktyki, 1824-1827 uczestniczył w jego innej wyprawie polarnej. W 1846 otrzymał tytuł szlachecki. W latach 1848–1849 wraz z Johnem Rae wyruszył na wyprawę poszukiwawczą zaginionej ekspedycji Franklina.